# ستيفاني شو
ستيفاني شو (بالإنجليزية: Stephanie Hsu)‏ (مواليد 25 نوفمبر 1990) هي ممثلة أمريكية، أشتهرت لدورها في فيلم كل شيء في كل مكان في وقت واحد وترشحت لجائزة الأوسكار لأفضل ممثلة مساعدة.

## روابط خارجية
- ستيفاني شو على موقع IMDb (الإنجليزية)
- ستيفاني شو على موقع ميتاكريتيك (الإنجليزية)
- ستيفاني شو على موقع روتن توميتوز (الإنجليزية)
- ستيفاني شو على موقع قاعدة بيانات الأفلام العربية
- ستيفاني شو على موقع ألو سيني (الفرنسية)
- ستيفاني شو على موقع ميوزك برينز (الإنجليزية)
- ستيفاني شو على موقع أول موفي (الإنجليزية)
- ستيفاني شو على موقع قاعدة بيانات برودواي على الإنترنت (الإنجليزية)
- ستيفاني شو على موقع أول ميوزيك (الإنجليزية)
- ستيفاني شو على موقع ديسكوغز (الإنجليزية)